# Novohrîhorivka, Bereznehuvate
Novohrîhorivka (în ucraineană Новогригорівка) este un sat în comuna Bila Krînîțea din raionul Bereznehuvate, regiunea Mîkolaiiv, Ucraina.

## Demografie
Componența lingvistică a localității Novohrîhorivka
     Ucraineană (92,66%)
     Rusă (3,67%)
     Română (1,83%)
     Belarusă (1,83%)
Conform recensământului din 2001, majoritatea populației localității Novohrîhorivka era vorbitoare de ucraineană (92,66%), existând în minoritate și vorbitori de rusă (3,67%), română (1,83%) și belarusă (1,83%).